# Очиток дрібний
Очиток дрібний (Sedum aetnense) — вид квіткових рослин з родини товстолистових (Crassulaceae).

## Біоморфологічна характеристика
Це однорічні трав'яні рослини 2–5(6) см заввишки, прямовисні, голі, червонуваті чи сизі. Листки 3–4 × 1.5–2 мм, чергові, з шкірчастою шпоркою біля основи, ланцетні, по краях війчасті чи хрящувато-зубчасті. Суцвіття нещільні, 1–6-квіткові. Квітки 4–5-членні, сидячі. Чашолистки 1–3 мм, яйцеподібні чи вузько-ланцетні, ± гострі, по краях війчасті. Пелюстки 1.5–2.5 мм завдовжки, вузько-ланцетні, загострені, білуваті. Тичинок 4–5, такої ж довжини, як і пелюстки; пиляки жовті. Плоди ≈ 2.5 мм, голі, темно-червоні. Насіння яйцювате.

## Поширення
Поширення: Південна Європа, Західна та Центральна Азія.
В Україні вид росте на піщаних і кам'янистих ґрунтах — зрідка в пониззі Дніпра та Бугу, а також у Криму